# 雷啓東
雷啓東（1475年—1543年），字震之，河南開封府儀封縣（在今兰考县东12公里仪封村北）人，民籍，明朝政治人物。

## 生平
河南鄉試第七十二名舉人。弘治十八年（1505年）中式乙丑科會試第九十一名，三甲第七十五名進士。历任郯城、临朐县知县，擢升户部主事。

## 家族
曾祖雷遇春；祖父雷昇；父雷文，臨城教諭。母楊氏。具庆下。